# Gabriela Szabó
Gabriela Szabó (n. 14 noiembrie 1975, Bistrița, România) este o fostă atletă din România de talie mondială.

## Viața
Născută dintr-un tată maghiar și o mamă româncă, capacitățile sale sportive au fost descoperite întâmplător la 12 ani la un cros școlar. Abia din 1994 a intrat în competițiile de senioare, după remarcabilele rezultate la juniori. Gabriela Szabó a fost medaliată cu aur la Jocurile Olimpice de vară de la Sydney din anul 2000, la proba de 5.000 m și cu bronz și respectiv argint la proba de 1.500 m, de la Jocurile Olimpice din 1996 și 2000. A fost de asemenea de șapte ori campioană mondială (de patru ori în sală) la seniori și o dată la juniori și de două ori campioană europeană în sală.

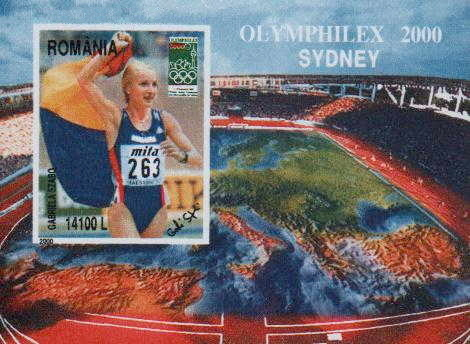
Marcă poștală din 2000

Ea a fost numită 10 ani la rând cea mai buna atletă a României. A fost desemnată, în 1999, cea mai bună atletă a lumii și cea mai bună sportivă a Europei.
A stabilit recordul mondial la 2.000 m, în 1998, și la 5.000 m, în 1999, la Dortmund. În 1997 a câștigat toate cele patru etape de Golden Four. În 1999 a câștigat turneul Golden League, câștigând toate cele 7 etape. În următorul an românca a fost desemnată sportiva anului 2000 în cadrul Galei Laureus World Sports Awards.
A avut un singur antrenor, pe Zsolt Gyöngyössy, cu care s-a măritat. În 2004 Gabriela Szabó și-a anunțat retragerea din sportul profesionist.
Din 2005 ea a fost consilier federal al Federației Române de Atletism, și vicepreședinte. În 2012, ea a candidat pentru șefia Federației, însă a pierdut în fața lui Ion Sandu. Din 5 martie 2014 până în 17 noiembrie 2015 ea a fost ministru al Tineretului și Sportului în guvernul Ponta (3) și Ponta (4). Din 2017 până în 2022 a fost director general al Clubului Sportiv Municipal București.

## Realizări
| An   | Competiție                             | Locație                | Loc | Eveniment | Note     |
| ---- | -------------------------------------- | ---------------------- | --- | --------- | -------- |
| 1991 | Campionatul European de Juniori        | Salonic, Grecia        | 1   | 3000 m    | 9:19,28  |
| 1992 | Campionatul Mondial de Cros de Juniori | Boston, Statele Unite  | 20  | 4,005 km  | 14:12    |
| 1992 | Campionatul Mondial de Cros de Juniori | Boston, Statele Unite  | 2   | echipe    | 14:12    |
| 1992 | Campionatul Mondial de Juniori         | Seoul, Coreea de Sud   | 2   | 3000 m    | 8:48,28  |
| 1993 | Campionatul Mondial de Cros de Juniori | Amorebieta, Spania     | 11  | 4,45 km   | 14:45    |
| 1993 | Campionatul Mondial de Cros de Juniori | Amorebieta, Spania     | 4   | echipe    | 14:45    |
| 1993 | Campionatul European de Juniori        | San Sebastián, Spania  | 1   | 3000 m    | 8:50,97  |
| 1994 | Campionatul Mondial de Cros de Juniori | Budapesta, Ungaria     | 4   | 4,3 km    | 14:25    |
| 1994 | Campionatul Mondial de Cros de Juniori | Budapesta, Ungaria     | 4   | echipe    | 14:25    |
| 1994 | Campionatul Mondial de Juniori         | Lisabona, Portugalia   | 1   | 3000 m    | 8:47,40  |
| 1994 | Campionatul European                   | Helsinki, Finlanda     | 3   | 3000 m    | 8:40,08  |
| 1995 | Campionatul Mondial în sală            | Barcelona, Spania      | 1   | 3000 m    | 8:54,50  |
| 1995 | Campionatul Mondial de Cros            | Durham, Marea Britanie | 10  | 6,47 km   | 20:57    |
| 1995 | Campionatul Mondial de Cros            | Durham, Marea Britanie | 3   | echipe    | 20:57    |
| 1995 | Campionatul Mondial                    | Göteborg, Suedia       | 4   | 5000 m    | 14:56,57 |
| 1995 | Universiada                            | Fukuoka, Japonia       | 1   | 1500 m    | 4:11,73  |
| 1995 | Universiada                            | Fukuoka, Japonia       | 1   | 5000 m    | 15:29,86 |
| 1996 | Jocurile Olimpice                      | Atlanta, Statele Unite | 2   | 1500 m    | 4:01,54  |
| 1996 | Jocurile Olimpice                      | Atlanta, Statele Unite | 23  | 5000 m    | 15:42,35 |
| 1997 | Campionatul Mondial în sală            | Paris, Franța          | –   | 1500 m    | NS       |
| 1997 | Campionatul Mondial în sală            | Paris, Franța          | 1   | 3000 m    | 8:45,75  |
| 1997 | Campionatul Mondial                    | Atena, Grecia          | 1   | 5000 m    | 14:57,68 |
| 1997 | Universiada                            | Catania, Italia        | 1   | 1500 m    | 4:10,31  |
| 1998 | Campionatul European în sală           | Valencia, Spania       | 1   | 3000 m    | 8:49,96  |
| 1998 | Campionatul European                   | Budapesta, Ungaria     | 2   | 5000 m    | 15:08,31 |
| 1999 | Campionatul Mondial în sală            | Maebashi, Japonia      | 1   | 1500 m    | 4:03,23  |
| 1999 | Campionatul Mondial în sală            | Maebashi, Japonia      | 1   | 3000 m    | 8:36,42  |
| 1999 | Campionatul Mondial                    | Sevilla, Spania        | 1   | 5000 m    | 14:41,82 |
| 2000 | Campionatul European în sală           | Gent, Belgia           | 1   | 3000 m    | 8:42,06  |
| 2000 | Jocurile Olimpice                      | Sydney, Australia      | 3   | 1500 m    | 4:05,27  |
| 2000 | Jocurile Olimpice                      | Sydney, Australia      | 1   | 5000 m    | 14:40,79 |
| 2001 | Campionatul Mondial în sală            | Lisabona, Portugalia   | 2   | 3000 m    | 8:39,65  |
| 2001 | Campionatul Mondial                    | Edmonton, Canada       | 1   | 1500 m    | 4:00,57  |
| 2001 | Campionatul Mondial                    | Edmonton, Canada       | 8   | 5000 m    | 15:19,55 |
| 2002 | Campionatul European                   | München, Germania      | 2   | 1500 m    | 3:58,81  |
| 2003 | Campionatul Mondial                    | Paris, Franța          | 11  | 5000 m    | 14:59,36 |

## Recorduri personale
| Probă          | Performanță | Dată              | Locație    |
| -------------- | ----------- | ----------------- | ---------- |
| 1500 m         | 3:56,97     | 8 august 1998     | Monaco     |
| 3000 m         | 8:21,42 RN  | 19 iulie 2002     | Monaco     |
| 5000 m         | 14:31,48 RN | 1 septembrie 1998 | Berlin     |
| 1500 m în sală | 4:03,23     | 6 martie 1999     | Maebashi   |
| 3000 m în sală | 8:32,88 RN  | 18 februarie 2001 | Birmingham |
| 5000 m în sală | 14:47,35 RN | 13 februarie 1999 | Dortmund   |

## Premii și distincții
Gabriela Szabó este cetățean de onoare al orașelor Bistrița, Cluj-Napoca și București. În 2000 i-a fost conferit Ordinul Național „Serviciul Credincios” în grad de comandor, în 2004 a primit Ordinul Meritul Sportiv clasa I, iar în iunie 2008 a fost recompensată de Comitetul Olimpic și Sportiv Român cu trofeul „Colanul de Aur”.
O stradă din București și o sală de sport din Voluntari au fost numite în cinstea ei.
Din data de 19 august 2013 deține și titlul onorific de Ambasador al turismului Românesc alături de alte 7 personalități din viața culturală și sportivă românească.